# ويزلي
ويزلي (بالبرتغالية: Uéslei‏) (مواليد 19 أبريل 1972)، هو لاعب كرة قدم برازيلي سابق كان يلعب كمهاجم.

## وصلات خارجية
- ويزلي على موقع رابطة كرة القدم اليابانية للمحترفين (اليابانية)
- ويزلي على موقع قاعدة بيانات كرة القدم.إي يو (الإنجليزية)
- ويزلي على موقع Soccerway.com (الإنجليزية)
- ويزلي على موقع عالم كرة القدم.نت (الإنجليزية)